# باسکول امید
باسکول امید یک آبادی در ایران است که در دهستان کهن‌آباد واقع شده‌است.